# 鷲尾弘志
鷲尾 弘志（わしお ひろし、1926年12月5日 - 2016年10月2日）は、日本の政治家。兵庫県元県議会議長。

## 略歴
兵庫県三木市生まれ。三木市教育委員長を経て、1959(昭和34）の県議選で当時の三木市・美嚢郡選挙区から立候補。33歳で初当選したが、2年後に辞職。63年に返り咲きを果たし、以降2007年まで11期連続で務めた(初代後援会長は神木源三郎)。

## 業績
在職中、井戸敏三知事まで5人の知事と向き合い、県議会議長や自民党県連幹事長などの要職を歴任。阪神・淡路大震災後は最大会派・自民党議員団の重鎮として、復興施策を推進する故貝原俊民知事を支えた。07年の県議選を前に一度は立候補を目指す意向を明らかにしたが、妻の体調不良のため、選挙2カ月前に引退を表明した。同年、旭日中綬章受章。没後、叙正五位。
県の広域防災拠点・三木総合防災公園や、産業団地「ひょうご情報公園都市」などの整備に力を入れるなど、地元三木市の発展にも貢献した。

## 所属団体
- 自由民主党
- 兵庫県花卉協会会長

## 参考資料
- 回想録「道ひとすじ」(兵庫ジャーナル社）